# Účetní software
Účetní software je software, který slouží pro vedení účetnictví na počítači. Využívají jej jednotlivci, obchodní společnosti, příspěvkové organizace i nestátní neziskové organizace. Většinou se jedná o modulární aplikaci, kterou lze přizpůsobit podle předmětu podnikání a specifických požadavků uživatele.

## Historie
Počátky používání počítačů k vedení účetnictví zahrnují nejprve využití fakturovacích a účtovacích strojů (psací stroje s počítacím zařízením, později děrnoštítkovými stroji). Poté přišly na řadu tzv. sálové počítače. Od 80. let 20. století nastoupily osobní počítače. Zároveň se velice rychle rozvíjel i software pro tyto počítače. Ekonomické a účetní programy se v ČR začaly rozmáhat od 90. let 20. století. Někdy bývají tyto programy také značeny jako ERP systém. Podnikatelé i neziskové organizace mají možnost získat i některé účetní programy zdarma, nebo lze zakoupit levně základní verzi účetních modulů, k nimž se případně dokupují i moduly další dle potřeb účtujícího.

## Základní funkce
- Vedení účetní administrativy a daňové evidence – program umožňuje vedení účetních knih a účtování formou předkontace i přímým účtováním. Přehledně se zde člení náklady a výnosy a tyto výsledky jsou později i materiálem pro vytvoření výpočtu daně z příjmů.
- Banka – program eviduje bankovní výpisy, automaticky páruje přijaté či vydané faktury, tiskne bankovní knihu.
- Pokladna a vystavování pokladních dokladů – program dokáže vystavit příjmový i výdajový doklad, vytiskne jej či spáruje automaticky s fakturami.
- Sklad – program eviduje veškerý pohyb výrobků či materiálu na skladu, zaznamenává cenu materiálu, jeho pohyb mezi jednotlivými sklady atd.
- Příprava mezd – v propojení s moduly, které řeší personalistiku, zpracovává podklady pro výplaty zaměstnanců, řeší odvody na sociální a zdravotní pojištění, připravuje výplatní pásky, zpracovává podklady o pracovní neschopnosti, řeší evidenční listy atd.
- Majetek – organizace či firmy, které vlastní hmotný investiční majetek mohou díky této funkci evidovat všechny položky svého majetku. Do systému lze zadat prakticky všechny důležité informace o nabytém majetku (ceny, inventární číslo, dodavatel, odpovědná osoba, technický popis majetku atd.).
- Evidence financí – program eviduje příjmy a výdaje společnosti.
- Domácí bankovnictví – program komunikuje s některými bankami, takže do elektronického bankovnictví není potřeba přihlašovat se přes webová rozhraní bank, ale přímo z účetního programu. Program zpracovává běžné úkony typu – příkaz k úhradě, výpisy z účtů, kurzovní lístky.

## Rozšířené funkce (moduly)
- Doprava a zásilkovna – řeší problematiku vydávání zboží, jeho prodeje, fakturace a objednávek, běžně spolupracuje s dodavatelskými logistickými firmami.
- Věrnostní kartový systém – pomáhá rozšířit služby při prodeji zboží i služeb, a to v internetovém i běžném prodeji.
- Internetové obchody – řeší fungování e-shopu. Program je zároveň propojen i se Skladem (viz výše). Funkce exportu a importu zboží probíhá jak automaticky, tak i ručně. Zároveň eviduje stav zásob zboží na skladu, název, hmotnost či popisy a obrázky zboží.
- Pohyb faktur a jejich evidence – moduly více typů, které např. vytváří součinnost mezi e-shopy a přeposíláním faktur firmě, vytváří faktury pro objednávky, tiskne faktury do pdf. aj.
- Personalistika – uchovává údaje o zaměstnancích, eviduje platby, evidenci důchodového pojištění aj.
- Evidence majetku – eviduje údaje o majetku, jeho hodnotě, odpisu či vyřazení.

Každý účetní program má svoje specifika a ve své základní výbavě se zaměřuje na určité priority v závislosti na cílové skupině svých potenciálních zákazníků (např. velikost firmy, počet zaměstnanců, plátce či neplátce DPH atd.).